# Roman de gare (film)
Pour l’article homonyme, voir Roman de gare.
Pour plus de détails, voir Fiche technique et Distribution.
Roman de gare est un film policier réalisé en 2006 par Claude Lelouch sous le pseudonyme d'Hervé Picard,, avec Dominique Pinon, Fanny Ardant et Audrey Dana.

## Synopsis
L'écrivaine à succès Judith Ralitzer fait paraître son nouveau roman, très différent du précédent. Précédemment (les intrigues se recoupent vers la fin du film), Huguette est laissée sur la route par son compagnon. Elle se fait dépanner par Pierre Laclos, dont le rôle est trompeur pour le spectateur. Il passe par les apparences pour un dangereux évadé et prétend mentir en lui disant qu'il est prête-plume de Judith Ralitzer. Après avoir trompé son entourage à la façon de Prête-moi ta main, il rejoint Judith pour qui il travaille effectivement. Il lui annonce sa démission et sa volonté de se faire connaître, avant de disparaître mystérieusement. Huguette reconnaît sa famille dans le nouveau roman de Judith, comprend qu'elle ne l'a pas écrit et tente de lui faire avouer le meurtre de Laclos. Mais est-il vraiment mort ?

## Fiche technique
- Titre original : Roman de gare
- Réalisation : Claude Lelouch
- Scénario : Claude Lelouch et Pierre Uytterhoeven
- Costume : Marité Coutard
- Photographie : Gérard de Battista
- Chef décorateur : François Chauvaud
- Montage : Charlotte Lecoeur et Stéphane Mazalaigue
- Ingénieur du son Harald Maury
- Musique : Alexandre Jaffray
- Production : Claude Lelouch et Jean-Paul De Vidas
- Distribution : Les Films 13
- Langue : français
- Format : couleur - 2.35:1 - 35mm
- Genre : Drame et policier
- Durée : 103 minutes
- Date de sortie : 27 juin 2007

## Distribution
- Dominique Pinon : Pierre Laclos, le nègre littéraire
- Audrey Dana : Huguette, la « midinette »
- Fanny Ardant : Judith Ralitzer, écrivain à succès, auteur notamment du Roman de gare
- Shaya Lelouch : la fille d'Huguette
- Myriam Boyer : la mère d'Huguette
- Michèle Bernier : Florence, la sœur de Pierre Laclos
- Zinedine Soualem : le commissaire
- Cyrille Eldin : Paul, le « fiancé » d'Huguette, qui la largue sur une aire d'autoroute
- Gilles Lemaire : le capitaine du bateau Roman de gare
- Marc Rioufol : le propriétaire du vignoble en Bourgogne
- Serge Moati : lui-même, présentant l'émission littéraire fictive Tournez la page
- William Leymergie : la voix de la radio Autoroute info
- Marine Royer : Patricia
- Christophe Favre : Un témoin
- Bernard Werber : lui-même, lors de l'émission littéraire Tournez la page